# Desa Cibungur (administrativ by i Indonesien, Banten, lat -6,46, long 105,82)
Desa Cibungur är en administrativ by i Indonesien.   Den ligger i provinsen Banten, i den västra delen av landet, 120 km väster om huvudstaden Jakarta.